# Franz von Schaub
Franz Schaub, ab 1870 Ritter von Schaub (* 23. April 1817 in Großschweinbarth; † 28. April 1871 in Triest) war ein österreichischer Astronom und Ozeanograph.

## Leben
Schaub wurde zunächst in seinem Heimatort an der dortigen Dorfschule vorgebildet und anschließend auf Initiative des Dorfpfarrers an das Gymnasium in der Josefstadt in Wien geschickt. Dort benötigte er zunächst die Nachhilfe seines Heimatpfarrers, konnte schließlich aber seinen Abschluss erlangen und 1833 an die Wiener Universität wechseln. Er nahm zunächst ein Studium der Medizin auf, studierte aber zudem auch die Naturwissenschaften, Mathematik und Astronomie, der er sich mit zunehmender Studiendauer intensiver widmete. Von 1836 bis 1838 befasste er sich außerdem mit der Geodäsie am Wiener Polytechnikum. Anschließend war er zunächst Hilfskraft, dann ab 1840 Assistent und schließlich von 1843 bis 1849 Adjunkt an der Universitätssternwarte Wien. In dieser Zeit gab er auch Privatunterricht an junge Adlige. Er wurde 1850 an der Universität München zum Dr. phil. promoviert.
Schaub folgte einem Ruf als Professor der nautischen Astronomie an die Handels- und nautische Akademie in Triest. Daneben wurde er mit der Einrichtung einer Sternwarte am dortigen Marinekadettenkollegium beauftragt, deren Direktor er 1857 wurde. In dieser Zeit erteilte er auch dem Erzherzog Maximilian Unterricht in Navigationskunde, welcher schließlich zur Publikation der Nautischen Tafeln führte. 
Schaub begab sich anschließend auf ausgedehnte Forschungsreisen im Mittelmeerraum und schließlich auf Studienreisen zu einschlägigen Instituten in Europa. Nach seiner Rückkehr wurde er 1860 Leiter des neuerrichteten Hydrographischen Instituts. Ab 1865 war er außerdem Direktor der Handels- und nautischen Akademie, 1867 dann auch Schulrat und Inspektor für die Marineschulen und die 1870 errichtete Marinepionierschule, wobei er in diesem Amt eine Neuorganisation der Schulen durchsetzte.
Schaub erhielt für seine Verdienste 1870 den Orden der Eisernen Krone und wurde in diesem Zuge in den Adelstand erhoben. Bereits seit 2. November 1864 war er Mitglied der Akademie der Naturforscher Leopoldina. Seine Verdienste waren vielfältig und umfassten Fortschritte in Forschung und Lehre. Auch Berichtigungen durch Neuvermessungen konnte er erreichen.

## Werke (Auswahl)
- Kompendium der ebenen und sphärischen Trigonometrie, Wien 1849 (Digitalisat).
- Leitfaden der nautischen Astronomie, Triest 1853.
- Nautische Tafeln, Triest 1853.
- Magnetische Beobachtungen im Mittelmeere, Triest 1858.
- Leitfaden für den Unterricht in der Nautischen Astronomie in der kais. kön. Marine, 2. Auflage, Carl Gerold´s Sohn, Wien 1860 (Digitalisat).